# Водонаєва Олена Юріївна
Олена або Альона Ю́ріївна Водона́єва справжнє ім'я Олена (нар. 2 липня 1982, Тюмень) — блогер, акторка, російська телеведуча.

## Біографія
Народилася 2 липня 1982 року у Тюмені. 
За освітою журналіст, працювала на телебаченні у Тюмені. З 10 липня 2004 року брала участь у телевізійному реаліті-шоу «Дім-2». Проживши під камерами майже три роки, і зарекомендувавши себе однією із самих скандальних участниць цього шоу, 12 червня 2007 року вона покинула телепроєкт.
Невдовзі, покинувши зйомки в «Дім-2» спільно з групою Plazma записала пісню «Паперове небо», пізніше стала ведучою інтернет-реаліті-шоу «Reality Girl», але після конфліктів зі своїм соведучим Отаром Кушанашвілиі пішла. Працювала на інтернет-порталі Russia.Ru, була ведучою «Голі десятки» на РЕН ТВ. У 2011 році вела реаліті-шоу «На добраніч, чоловіки!» на телеканалі ДТВ спільно з Анфісою Чеховою. Після закриття цього проекту вела передачу на інтернет-каналі «Популярний лікар». У ефір, впродовж квітня, травня, вийшло 5 випусків, після чого через особисті проблеми Альони зйомки проекту були припинені. У жовтні того ж року разом із своїм тодішнім коханим Сергієм Ашихміним взяла участь в шоу «У темній, темній кімнаті». У листопаді того ж року взяла участь у шоу «Жорстокі Ігри». Під час проходження іспиту отримала травму і вибула з проекту. У ефір випуск шоу з участю Альони вийшов у травні наступного року. У грудні того ж року як ведуча взяла участь у зйомках шоу «Гаряча Автомийка» на каналі Перець. У ефір шоу вийшло 31 грудня та після 6 випусків було зняте з ефіру через низькі рейтинги. Записала в дуеті з українським співаком Олександром Ломінським пісню «Серце ранимое». У 2012 році стала ведучою реаліті-шоу «Канікули в Мексиці-2» на телеканалі MTV Росія. У 2013 році взяла участь у проекті «Танці з зірками» на телеканалі «Росія-1». У парі з танцюристом Євгеном Папуанішвілі зайняла 2 місце. У 2014 році взяла участь у спортивно ігровому шоу «Дуель», яке вийшло на телеканалі «Росія-2». У парі з актором Олександром Константиновим за підсумками шоу зайняла 2 місце. З вересня 2016 року по грудень 2017 року працювала ведучою на музичному каналі RU.TV, вела шоу «Пара Нормальних» разом з екстрасенсом Зираддином Рзаєвим, програми «Стіл замовлень» і «Тема». У червні 2017 року знялась у кліпі співака Алекса Маліновського на пісню «Ходімо зі мною». У лютому 2018 році взяла участь у зйомках ігрового шоу «П'ятеро на одного», яке вийшло на каналі Росія-1. У ефір випуск з участю Альони вийшов 12 травня того ж року. 23 лютого 2009 року Водонаєва відкрила особистий блог на Mail.ru, який у тому ж році зайняв третє місце по читанності після блогів Мєдвєдєва і Соловйова. У серпні 2013 року Альона стала найпопулярнішим користувачем fashion соціальної мережі tagbrand.com.
з 2012 по 2015 рік володіла Брендом A_religion. під яким продавала одяг і біжутерію. У 2015 переоформила бренд на свою невістку Анастасію. З грудня 2017 року володіє брендом одягу 8Sfera, під яким продає толстовки. У грудні 2018 році відкрила власний салон краси LAVU Beauty розташований на Новому Арбаті. Салон відкритий на базі одного із салонів мережі Салонів краси ART Street.
У 2018 г. написала книгу «Гола», яка стала всього за декілька тижнів бестселером, а у грудні того ж року презентувала її у магазині «Читай місто» в Москві і у січні 2019  року у магазині «Буквоїд» у Петербурзі. У вересні 2019 році вийшла ще одна книга, написана Альоною у співавсторстві з матір'ю Ларисою під назвою «Мамин Торт». 19 листопада у Ресторані «Soho Rooms» відбулась презентація книги «Мамин Торт» для ЗМІ та близьких друзів, колег. 25 грудня відбулась презентація книги для читачів в магазині «Читай місто» у ТЦ Європейський.

## Особисте життя
7 серпня 2009 року вийшла заміж за бізнесмена Олексія Малакеєва. 23 серпня 2010 року родила сина Богдана. У вересні 2011 року чоловік пішов від неї. У квітні 2013-го пара офіційно розлучилась.
11 вересня 2017 року вийшла заміж вдруге. Її обранцем став петербурзький ді-джей і музикант Олексій Комов (відомий як ZESKULLZ, раніше як DJ KOSINUS), з яким Альона познайомилась весною 2013-го року. Влітку 2018 року пара зіграла друге весілля у Лас-Вегасі. У червні 2019 року пара подала на розлучення, за згодою обох сторін. Офіційно вони розлучились 30 липня того ж року.

## Фільмографія
1. 2000 рік — х/ф «Руські діти 2» (реж. Альберт Архіпов) — Олена-щур,
2. 2008 рік — т/с «Щасливі разом» (у епізоді № 245 «Сексуальні меншовики») — камео,
3. 2010 рік — т/с «Партизани» — медсестра,
4. 2012 рік — т/с «Дівчатка» — Галя,
5. 2014 рік — т/з «У Москві завжди сонячно» — Карина,